# Annie Foore
Annie Foore (pseudoniem van Francisca Johanna Jacoba Alberta IJzerman-Junius) (Tiel 26 maart 1847 – Batavia 30 mei 1890) was een Nederlandse schrijfster. Zij behoorde tot de eerste koloniale romanschrijfsters uit de Indisch-Nederlandse literatuur. Haar meest bekende werk is de satirische roman Bogoriana, waarin zij de verhoudingen schetst tussen de verschillende sociale klassen.
Volgens Rob Nieuwenhuys in zijn Oost-Indische spiegel was zij een van de vijf schrijfsters in het "damescompartiment" van de Indische letterkunde. De andere vier waren Maria Carolina Frank, Mina Kruseman, Melati van Java en Thérèse Hoven (Adinda).

## Levensloop
Annie Foore was een dochter van de Tielse predikant Frans Junius van de Sint-Maartenskerk. Een van haar zusters was de schrijfster Johanna van Woude. In 1873 trouwde zij met Jan Willem IJzerman en vertrok met hem naar Indië, waar hij bij het spoorwezen werkte. Het echtpaar kreeg vier kinderen en woonde achtereenvolgens in Padang, Malang, Buitenzorg en Batavia. In 1886-1887 waren zij nog eenmaal in Nederland tijdens een Europees verlof.
Annie Foore stierf in 1890 aan de gevolgen van een kleine operatie en werd begraven op het kerkhof Tanah Abang in Batavia.